# Municipio de Cambria (Pensilvania)
El municipio de Cambria (en inglés: Cambria Township) es un municipio ubicado en el condado de Cambria en el estado estadounidense de Pensilvania. En el año 2000 tenía una población de 6.323 habitantes y una densidad poblacional de 49.6 personas por km².

## Geografía
El municipio de Cambria se encuentra ubicado en las coordenadas 40°29′48″N 78°44′42″O / 40.49667, -78.74500.

## Demografía
Según la Oficina del Censo en 2000 los ingresos medios por hogar en la localidad eran de $32,995 y los ingresos medios por familia eran $41,031. Los hombres tenían unos ingresos medios de $28,778 frente a los $22,772 para las mujeres. La renta per cápita para la localidad era de $16,868. Alrededor del 10,5% de la población estaban por debajo del umbral de pobreza.